# 郭孟德
郭孟德，中华人民共和国政治人物、全国脱贫攻坚先进个人。

## 生平
郭孟德任天峨县岜暮乡板么村驻村第一书记，天峨县公安局政工室副主任。因在脱贫攻坚战中作出突出贡献，2021年2月25日全国脱贫攻坚总结表彰大会上，郭孟德被授予“全国脱贫攻坚先进个人”。